# سفارة السويد في إيطاليا
سفارة السويد في إيطاليا هي أرفع تمثيل دبلوماسي لدولة السويد لدى إيطاليا. تقع السفارة في روما وهي تهدف لتعزيز المصالح السويدية في إيطاليا.

## وصلات خارجية
- الموقع الرسمي
- قائمة سفارات السويد
- قائمة السفارات في إيطاليا